# Жуковский, Павел Васильевич
Па́вел Васи́льевич Жуко́вский (13 января 1845, вольный город Франкфурт-на-Майне — 26 августа 1912, Веймар, Германская империя) — русский и немецкий живописец, последователь эклектического, переходного к символизму и модерну направления в позднем романтизме, общественный деятель и писатель; сын поэта Василия Жуковского и внук живописца Евграфа Рейтерна, друг композитора Рихарда Вагнера. Почётный вольный общник (с 1869) и действительный член (с 1893; по новому уставу) Императорской Академии художеств. Инициатор создания Белёвского краеведческого музея, был членом-учредителем по устройству Русского музея в Санкт-Петербурге, участвовал в разработке проекта здания Музея изящных искусств (современного Пушкинского музея) в Москве.

## Биография
Родился 13 января (по новому стилю) 1845 года в семье русского поэта В. А. Жуковского. В семь лет остался без отца; вскоре умерла и мать Елизавета Евграфовна и он воспитывался в семье дяди А. Г. Рейтерна.
До 1861 года учился в третьей Санкт-Петербургской гимназии; затем, по слабости здоровья, для лечения был отправлен за границу. Большую часть жизни провёл за границей (Италия, Франция, Германия), где самостоятельно изучал живопись и архитектуру. Специального художественного образования он не получил, но большое влияние на него оказали мюнхенский художник Франц Ленбах и, в семидесятых годах — Арнольд Бёклин. В 1884—1890 годах жил в Веймаре.
П. В. Жуковский был членом Московского общества любителей художеств (1869—1896), Общества поощрения художеств (1870), Общества художников исторической живописи (1896), а также Парижского кружка русских художников, куда входили А. П. Боголюбов, К. Е. Маковский, В. Д. Поленов, И. Е. Репин, К. А. Савицкий.
Академия художеств присвоила ему в 1869 году звание «Почетного вольного общника», а в 1893 году он был избран действительным членом Академии художеств.
П. В. Жуковский был знаком с Рихардом Вагнером и разработал эскизы декораций и костюмов для первой постановки его оперы «Парсифаль» в Байрейтском театре (Бавария).
П. В. Жуковский был представлен будущему императору Александру III как сверстник, когда оба были восьмилетними мальчиками. Став императором, Александр не забыл о друге детства. Павел Васильевич рассказывал Борису Моздалевскому: 
«Александр III был ко мне особенно милостив. При Александре III я был единственный человек «во фраке», то есть без придворного звания, и Александр III это очень ценил, так как я был как бы его частным знакомым, мог являться, когда угодно, говорить, о чем хочу… Он был тонкий знаток музыки и искусства и ценил во мне собеседника по этим вопросам. Он знал о моей дружбе с Рихардом Вагнером, любил мои картины». 
В 1903 году он принял участие в 1-й Тульской выставке картин местных художников. В 1910 году он посетил г. Белёв и с. Мишенское, где родился его отец. По его инициативе 1 сентября 1910 года был открыт Белёвский земский научно-образовательный и художественный музей. Этому музею он подарил 33 картины, ранее хранившиеся в Русском музее в Петербурге.
Умер 26 августа 1912 года в Веймаре.
После смерти, в 1912 году, имя П. В. Жуковского было присвоено Белёвскому музею.

## Творчество
Среди его художественных произведений — картины на религиозные и мифологические темы, портреты, пейзажи, офорты и рисунки. Одна из его работ «Богоматерь с телом Спасителя» экспонировалась на Всемирной выставке в Париже в 1878 году. Картины П. В. Жуковского хранятся в Государственном Русском музее, в Центральном военно-морском музее, в Музее Академии художеств и в ряде других. Один из его рисунков[какой?] хранится в музее-усадьбе Поленово.

### Памятник Александру II
Восемь лет (1889—1897) Жуковский работал над проектом памятника Александру II для Московского кремля. При торжественной закладке памятника в его основание вложена вызолоченная доска с надписью:

«В лето от Рождества Бога Слова 1893-е, Мая в 14 день, при державе Благочестивейшего Самодержавного Великого государя нашего, Императора Александра Александровича всея Руси, при Супруге Его Благоверной Государыне Императрице Марии Федоровне, при Наследнике Его Благоверном Государе Цесаревиче Николае Александровиче и при Великом Князе Сергии Александровиче, Генерал-губернаторе Московском, заложен сей памятник почившему в бозе в лето 1881 года, Марта в 1-й день, Великому Государю Нашему, Императору Александру Николаевичу всея России, созидаемый доброхотным иждивением русского народа, в Кремле Московском, по чертежам и под наблюдением художника Павла Жуковского и зодчего Николая Султанова».

Весной 1918 года скульптурная фигура царя был сброшена с монумента; полностью памятник был демонтирован в 1928 году.